# تیم ملی فوتبال زیر ۲۳ سال یمن
تیم ملی فوتبال زیر ۲۳ سال یمن (به انگلیسی: Yemen national under-23 football team) تیم فوتبال جوانان کشور یمن است و زیر نظر فدراسیون فوتبال یمن فعالیت می‌کند. این تیم نمایندهٔ یمن در بازی‌های المپیک و بازی‌های آسیایی است.